# Plagioporus shawi
Plagioporus shawi är en plattmaskart. Plagioporus shawi ingår i släktet Plagioporus och familjen Opecoelidae. Inga underarter finns listade i Catalogue of Life.